# Michael Silverstein
Michael Silverstein   (Brooklyn, 12 de setembre de 1945 - Chicago, 17 de juliol de 2020) fou un professor d'antropologia, lingüística i psicologia a la Universitat de Chicago. Era un estudiós de les llengües indígenes d'Austràlia i dels Estats Units. Fou una figura important dins el moviment de la pragmàtica lingüística i va fer grans contribucions en antropologia lingüística, sociolingüística, metapragmàtica i filosofia de la llengua.